# Asia Pacific Poker Tour (3.ª temporada)
A terceira temporada da Asia Pacific Poker Tour foi disputada no ano de 2009 com quatro eventos nas cidades de Macau, Auckland (Nova Zelândia), Cebu (Filipinas) e  Sydney (Austrália)

## Resultados

### APPTMacau
- Cassino: Lisboa Hotel & Casino[1]
- Buy-in: HK$40,000 (~US$5,160)
- Duração do evento: 25 de agosto de 2009
- Número de buy-ins: 426
- Premiação total: HK$16,130,400 (~US$2,081,106)
- Número de premiados: 58
- Mão vencedora: K♦ 10♥

| Mesa final | Mesa final        | Mesa final                 |
| Pos.       | Nome              | Prêmio                     |
| ---------- | ----------------- | -------------------------- |
| 1º         | Dermot Blain      | HK$4,194,000 (~US$541,100) |
| 2º         | Mike Kim          | HK$2,984,100 (~US$385,001) |
| 3º         | Daoxing Chen      | HK$1,855,000 (~US$239,328) |
| 4º         | Darkhan Botabayev | HK$1,290,500 (~US$166,497) |
| 5º         | Pontus Kers       | HK$887,200 (~US$114,464)   |
| 6º         | Jicheng Su        | HK$580,700 (~US$74,921)    |
| 7º         | Dbinder Singh     | HK$403,300 (~US$52,033)    |
| 8º         | Brandon Demes     | HK$322,600 (~US$41,621)    |
| 9º         | Stefan Hjorthall  | HK$242,000 (~US$31,222)    |

### APPTAuckland
- Cassino: Skycity Casino[3]
- Buy-in: NZ$3,250 (~US$2,400)
- Duração do evento: 14 a 17 de outubro de 2009
- Número de buy-ins: 263
- Premiação total: NZ$789,000 (~US$581,785)
- Número de premiados: 32
- Mão vencedora: 5♥ 5♣'

| Mesa final | Mesa final           | Mesa final               |
| Pos.       | Nome                 | Prêmio                   |
| ---------- | -------------------- | ------------------------ |
| 1º         | Simon Watt           | NZ$209,000 (~US$154,110) |
| 2º         | Gerome Gitteau       | NZ$142,020 (~US$104,721) |
| 3º         | Jason Brown          | NZ$82,845 (~US$61,087)   |
| 4º         | Ke Sijia             | NZ$55,230 (~US$40,725)   |
| 5º         | Richard Lancaster    | NZ$42,606 (~US$31,416)   |
| 6º         | Jens Walther         | NZ$31,560 (~US$23,271)   |
| 7º         | Assadour Assadourian | NZ$23,670 (~US$17,454)   |
| 8º         | Lance Climo          | NZ$18,936 (~US$13,963)   |
| 9º         | Michael Shinzaki     | NZ$14,202 (~US$10,472)   |

### APPTCebu
- Cassino: Shangri-la Mactan Resort Cebu[5]
- Buy-in: ₱100,000 (~US$2,125)
- Duração do evento: 11 a 15 de novembro de 2009
- Número de buy-ins: 319
- Premiação total: ₱29,086,420 (~US$618,360)
- Número de premiados: 32
- Mão vencedora: Q♦ Q♠

| Mesa final | Mesa final        | Mesa final               |
| Pos.       | Nome              | Prêmio                   |
| ---------- | ----------------- | ------------------------ |
| 1º         | Dong-bin Han      | ₱7,410,000 (~US$157,532) |
| 2º         | David Hilton      | ₱5,090,000 (~US$108,210) |
| 3º         | Somyung Sim       | ₱2,900,000 (~US$61,652)  |
| 4º         | Kevin Clark       | ₱2,036,420 (~US$43,293)  |
| 5º         | Terry Fan         | ₱1,450,000 (~US$30,826)  |
| 6º         | Mark Pagsyin      | ₱1,150,000 (~US$24,448)  |
| 7º         | Nick Pronk        | ₱875,000 (~US$18,602)    |
| 8º         | Phillip Willcocks | ₱700,000 (~US$14,882)    |
| 9º         | Alexandr Tikholiz | ₱525,000 (~US$11,161)    |

### APPTSydney
- Cassino: Star City Casino[7]
- Buy-in: AU$6,300 (~US$5,760)
- Duração do evento: 1 a 6 de dezembro de 2009
- Número de buy-ins: 396
- Premiação total: AU$2,376,000 (~US$2,173,038)
- Número de premiados: 48
- Mão vencedora: K♣ K♦

| Mesa final | Mesa final      | Mesa final              |
| Pos.       | Nome            | Prêmio                  |
| ---------- | --------------- | ----------------------- |
| 1º         | Aaron Benton    | A$594,000 (~US$543,260) |
| 2º         | Ernst Hermans   | A$381,348 (~US$348,773) |
| 3º         | Leo Boxell      | A$213,840 (~US$195,573) |
| 4º         | Wayne Carlson   | A$166,320 (~US$152,113) |
| 5º         | Tom Grigg       | A$130,680 (~US$119,517) |
| 6º         | Andrew Hiscox   | A$106,920 (~US$97,787)  |
| 7º         | Barry Forrester | A$83,160 (~US$76,056)   |
| 8º         | David Formosa   | A$65,340 (~US$59,759)   |
| 9º         | Tom Slifka      | A$47,520 (~US$43,461)   |